# Dominik Ebner
Dominik Ebner (* 4. September 1994 in Lage) ist ein deutscher Handballspieler.

## Karriere
Der rechte Rückraumspieler begann seine Karriere bei der TG Lage und wechselte im Alter von 13 Jahren in die Nachwuchsabteilung des TBV Lemgo. Zwischen 2013 und 2019 gehörte Ebner zum Kader der Bundesligamannschaft, bevor der 1,89 Meter große Linkshänder zum TuS N-Lübbecke in die 2. Bundesliga wechselte. Mit den Lübbeckern stieg er in der Saison 2020/21 in die Bundesliga auf und musste ein Jahr später als Tabellenletzter wieder absteigen. Zur Saison 2025/26 schließt sich Ebner dem Drittligisten TSG Altenhagen-Heepen an.

## Erfolge
- Aufstieg in die Bundesliga: 2021